# Mars 1940
Les événements concernant la Seconde Guerre mondiale sont détaillés dans l'article Mars 1940 (Seconde Guerre mondiale).

## Événements
- 5 mars :
  - Staline ordonne au NKVD de procéder à l'exécution de 25 700 officiers, fonctionnaires et « éléments contre-révolutionnaires divers » polonais. Les membres du politburo signent l'ordre d'exécution du massacre de Katyń.
  - Un ouragan ravage l'État de New York (États-Unis).

- 8 mars : lancement à Saint-Nazaire du cuirassé français Jean-Bart.

- 12 mars : la Finlande signe un traité de paix avec l'URSS.

- 18 mars : Mussolini s'entend avec Hitler pour que l'Italie entre en guerre « à un moment opportun ».

- 20 mars :
  - remaniement ministériel. Le gouvernement Daladier est renversé;
  - procès à huis clos à Paris de 44 députés communistes pour tentative de reconstitution de parti politique interdit.

- 21 mars :
  - Paul Reynaud devient Premier ministre de la France.
  - Le gouvernement français achète tout le stock d'eau lourde (165 litres) disponible en Norvège. L'eau lourde est essentielle pour poursuivre les recherches nucléaires.
  - Élection générale albertaine. William Aberhart (crédit social) est réélu premier ministre de l'Alberta.
  - royaume d'Irak : le Premier ministre Nuri as-Said démissionne et entre dans un nouveau gouvernement dirigé par Rashid Ali en tant que ministre des Affaires étrangères. Il refuse de rompre les relations diplomatiques avec l’Italie en juin, marquant ainsi l’indépendance de l’Irak par rapport à la Grande-Bretagne. Après la défaite française, l’Irak cherche un accord avec l’Allemagne. Le mufti de Jérusalem, réfugié en Irak, entre en contact avec l’Axe en été. Berlin répond de manière vague.

- 23 mars : résolution de Lahore. Muhammad Ali Jinnah, président de la Ligue musulmane demande la partition de l’Inde en deux États indépendants.

- 26 mars : élection fédérale. William Lyon Mackenzie King (libéral) est reporté au pouvoir.

- 27 mars :
  - Himmler décide la construction du camp d'Auschwitz.
  - Création de la Cameroons Youth League[1].

- 28 mars : la France et le Royaume-Uni s'engagent réciproquement à ne pas signer de traité de paix séparée avec l'ennemi allemand.

- 30 mars
  - Chine : Wang Jingwei constitue à Nankin le Gouvernement national réorganisé de la république de Chine, qui collabore avec le Japon. Tchang Kaï-chek reçoit l’aide des Britanniques via la Birmanie.
  - Premier vol du chasseur soviétique Lavochkin-Gorbunov-Goudkov LaGG-1 (LaGG-1.

## Naissances
- 1er mars : Étienne Mougeotte, journaliste français.
- 5 mars : Graham McRae, pilote de course automobile néo-zélandais († 4 août 2021).
- 6 mars : Giovanni Giudici, prélat catholique italien († 18 janvier 2024).
- 7 mars
  - Rudi Dutschke, étudiant allemand († 24 décembre 1979).
  - Viktor Savinykh, cosmonaute russe.
- 8 mars : Richard Williamson, Évêque catholique britannique († 25 janvier 2025).
- 9 mars :
  - Jean-Jacques Debout : auteur-compositeur-interprète français.
  - Raúl Juliá, acteur américain († 24 octobre 1994).
  - Alexandre Sacha Putov, peintre russe († 18 novembre 2008).
- 10 mars : 
  - Chuck Norris, acteur américain et expert aux arts martiaux.
  - Louis Moholo, batteur de jazz sud-africain († 13 juin 2025).
- 12 mars : Al Jarreau, chanteur.
- 18 mars : Arlette Laguiller, femme politique française.
- 22 mars : Dave Keon, joueur de hockey.
- 24 mars : François Blondel, évêque catholique français, évêque de Viviers.
- 25 mars : Jean Ichbiah, inventeur du langage de programmation Ada († 25 janvier 2007).
- 26 mars : 
  - James Caan, acteur américain  († 6 juillet 2022).
  - Monique Thierry, actrice française († 30 juillet 2021).
- 28 mars : Russell Banks, écrivain américain († 7 janvier 2023).
- 30 mars : Astrud Gilberto, chanteuse et compositrice brésilo-américaine de bossa nova, samba, jazz († 5 juin 2023).
- 31 mars : Patrick Leahy, Homme politique américain et sénateur des États-Unis pour l'État du Vermont de 1975 à 2023.

## Décès
- 3 mars : Joseph Ovide Brouillard, homme politique fédéral provenant du Québec (° 15 janvier 1859).
- 9 mars : Morin-Jean, archéologue, peintre, graveur et illustrateur français (° 9 mai 1877).
- 10 mars : Mikhaïl Boulgakov, écrivain russe (° 15 mai 1891).
- 16 mars : Selma Lagerlöf, écrivaine suédoise, première femme à recevoir le Prix Nobel de littérature (° 20 novembre 1858).
- 24 mars : Édouard Branly, physicien, père de la TSF (° 23 octobre 1844).
- 26 mars : Richard Squires, premier ministre de Terre-Neuve (° 18 janvier 1880).
- 31 mars : Carlo Bugatti, décorateur Art nouveau (° 16 février 1856).